# Åhus IF
Åhus IF är en idrottsförening från Åhus i Kristianstads kommun i Skåne, bildad 1923, som är inriktad på fotboll. Föreningens herrlag tillhörde med få undantag division IV 1955/1956-1990. Åren 1971 till 1981 hade föreningen även ett första damlag i seriespel. Grannklubben Horna Fure IF passerade under slutet av 1980-talet ÅIF i seriesystemet, varpå de två föreningarna beslutade sig för sammanslagning och bildade Åhus Horna BK 1990. År 2002 sammanstrålade tidigare ledare från ÅIF som kom fram till att Åhus behövde en förening som erbjöd flickor fotbollsspel, varefter damlaget i Åhus Horna togs upp i ÅIF:s regi. Två år senare återstartades även ett herrlag i seriespel. Damlaget har spelat en säsong i division 1 (2020) och kvalspelade 2022 för att ta sig tillbaka men föll mot Malmö FF. Hemmamatchen mot MFF på Åhus IP beskådades av 712 åskådare. Utöver ett damlag i division 2 har föreningen 2022 ett herrlag som vann sin division VI-serie och flera flicklag.
Föreningen har haft en handbollssektion i seriespel och som även deltog i Svenska Cupen. 1995 gick handbollsverksamheten över till den nybildade föreningen Åhus Handboll.